# Contea di Escambia (Alabama)
La contea di Escambia, in inglese Escambia County, è una contea dello Stato dell'Alabama, negli Stati Uniti. La popolazione al censimento del 2000 era di 38.440 abitanti. Il capoluogo di contea è Brewton.

## Geografia fisica
La contea si trova nella parte meridionale dell'Alabama, al confine con la Florida. Lo United States Census Bureau certifica che l'estensione della contea è di 2.468 km², di cui 2.454 km² composti da terra e i rimanenti 14 km² composti di acqua.
La contea ospita parte della foresta nazionale Conecuh nel sud-est e la Riserva Poarch Creek, l'unico gruppo nativo riconosciuto in Alabama. Il fiume Conecuh scorre in direzione sud-ovest nella parte orientale della contea, come diversi dei suoi affluenti.

### Contee confinanti
- Contea di Conecuh - nord
- Contea di Covington - est
- Contea di Okaloosa (Florida) - sud-est
- Contea di Santa Rosa (Florida) - sud
- Contea di Escambia (Florida) - sud-ovest
- Contea di Baldwin - ovest
- Contea di Monroe - nord-ovest

### Laghi, fiumi e parchi
La contea comprende i seguenti laghi, fiumi e parchi:
| Laghi                                                                                                   | Fiumi | Parchi | Parchi |
| --- | --- | --- | ------ |
| - Weaver Lake - Little River Lake - Brantley Lake - Keego Lake - Foshee Lake - Perrys Lake - Cooks Lake | - Smith Creek - Pauls Branch - Hurricane Creek - Mount Carmel Springs Branch - Presley Branch - Chitterling Creek - Bridge Branch - Long Branch - Chavers Creek | - Bachelor Field - Edward Hauss State Forest Nursery - Miller State Wildlife Management Area - Veterans Memorial Park |        |

## Storia
La contea di Escambia fu creata il 10 dicembre 1868 da parti delle contee di baldwin e Conecuh. In quest'area si combatté la battaglia di Burnt Corn Creek, una delle più significative nella guerra Creek. Il nome probabilmente deriva da una parola di lingua creek con significato "acqua limpida" o da una parola della lingua dei nativi Choctaw che significa "canneto".
La contea venne dichiarata area disastrata nel settembre 1979 a causa dei danni creati dall'uragano Frederic, e successivamente, nel settembre 2004 a causa dell'uragano Ivan.

## Principali strade ed autostrade
- Interstate 65
- U.S. Highway 29
- U.S. Highway 31
- Alabama State Route 21
- Alabama State Route 41

## Società

### Evoluzione demografica
Abitanti censiti (migliaia) 1900–1990

## Comuni[8]
- Atmore - city
- Brewton (capoluogo) - city
- East Brewton - city
- Flomaton - town
- Pollard - town
- Riverview - town